# 게임패드

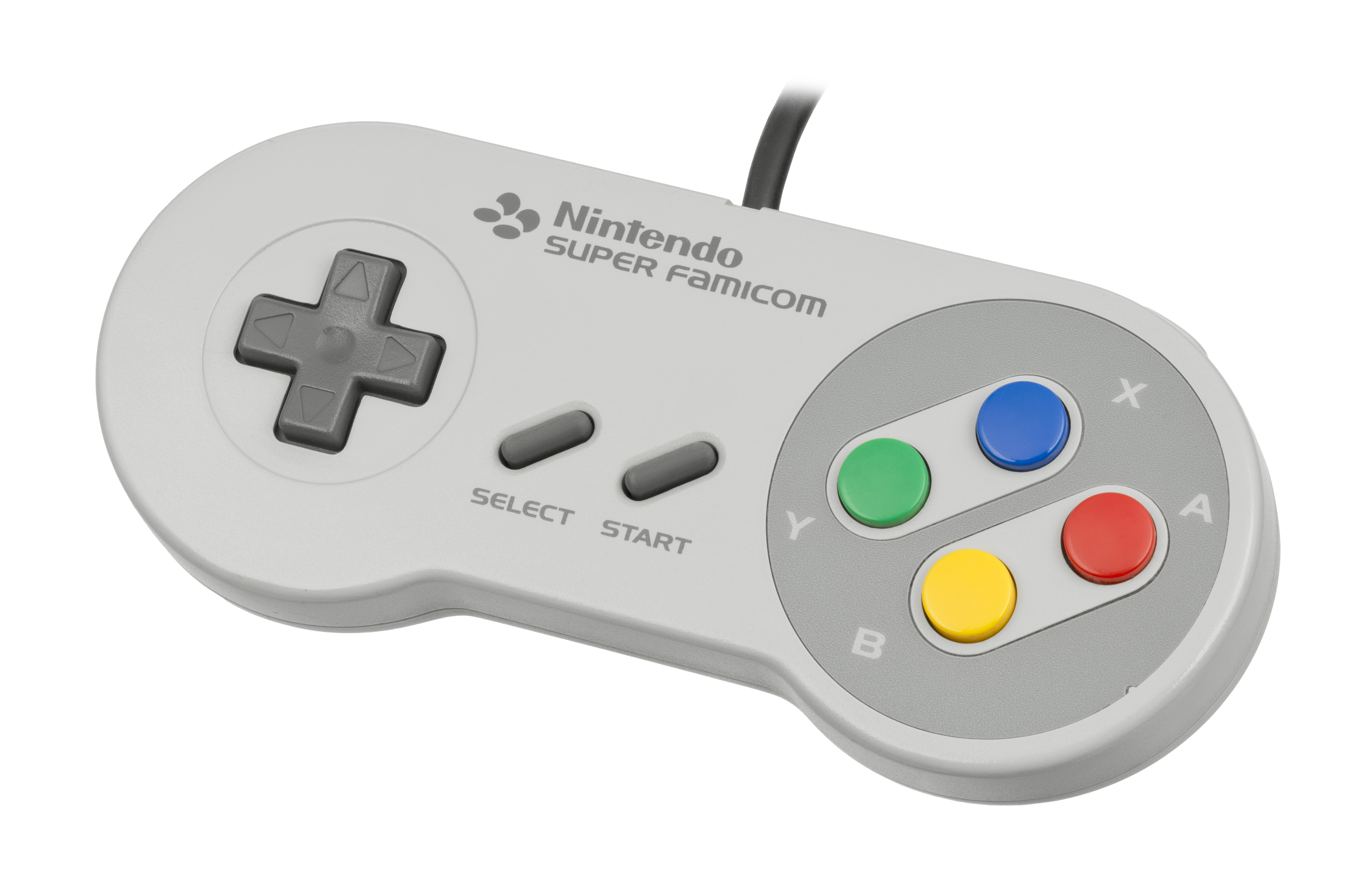
슈퍼 닌텐도 엔터테인먼트 시스템 대부분의 현대 게임패드에서 사용되는 레이아웃을 대중화한 게임패드(일본 슈퍼 패미컴 버전 표시)

게임패드(gamepad)는 손으로 조작하는 게임 컨트롤러의 일종으로, 손가락(특히 엄지)으로 입력하는 데 쓰인다. 조이패드(joypad), 컨트롤러(controller)라고도 부른다.
게임패드는 비디오 게임기의 전형적인 주요 입력 장치로, 스크린 상의 그래픽 요소들(graphic elements on the screen)을 제어하는데 사용된다.
게임패드는 일반적으로 오른쪽 엄지로 조작하는 액션 버튼들과 왼쪽 엄지로 조작하는 방향 조종키로 이루어져 있다. 방향 조종키는 전통적으로 4개 방향의 십자키 모양으로 되어 있지만, 현재 대부분의 게임패드에는 십자키 외에도 추가로 아날로그 스틱(컨트롤 스틱)이 포함되어 있다.
표준 패드에 부가적으로 들어가는 몇 가지 일반적인 기능들로는 패드 모서리에 함께 놓이는 숄더(shoulder) 버튼, 가운데에 위치한 '시작', '선택', '모드' 버튼, 그리고 진동을 제어하는 내부 전동기가 있다.
PC 호환 게임패드는 조이스틱처럼 개인용 컴퓨터에서도 사용할 수 있지만, 일반적인 PC 게임에서는 키보드와 마우스를 함께 쓰는 것이 더 실용적이다.

## 역사
- 1983년에서 1992년에 이르기까지 3세대 비디오 게임이 수많은 주된 변화를 가져왔고 비디오 게임 시장에 게임패드가 널리 퍼지게 되었다. 닌텐도 엔터테인먼트 시스템, 마스터 시스템, 아타리 7800이 유명하다.
- 4세대에서는 제네시스/메가 드라이브, TurboGrafx-16, 슈퍼 닌텐도 엔터테인먼트 시스템/슈퍼 패밀리 컴퓨터에 채용되었다.
- 5세대에는 아타리 재규어, 세가 새턴, 버추얼 보이, 플레이스테이션, 닌텐도 64에 채용되었다.
- 6세대에는 드림캐스트, 플레이스테이션 2, 닌텐도 게임큐브, 엑스박스에 채용되었다.
- 7세대에는 엑스박스 360, 플레이스테이션 3, 닌텐도 위에 채용되었다.
- 8세대에는 엑스박스 원, 플레이스테이션 4, 닌텐도 스위치에 채용되었다

## 기타 게임 패드
- 아미가 CD32
- CD-i
- 콜레코비전
- 듀얼쇼크 3
- 듀얼쇼크 4
- 인텔리비전
- 네지콘
- 네오지오 CD
- PC 엔진
- 조이트론
- 네오NS

## 같이 보기
- 조이스틱